# 網路性交
網路性交（cybersex）或稱網路性爱，為利用網路從事牽涉二者或以上，不直接接觸對方的一種虛擬性交。以引起性興奮為目的，展示或描述人類身體或性行动的一種表現，即為“色情視訊、網路色情”的傳播形式之一。該類型行為亦俗稱網交，起始於1990年代網路電子郵件（E-mail）的發明，歷經文字聊天等方式，而成熟發展於網路互動通訊之後。
部分學者對其範圍是否包含「利用網路媒介的集體自慰，是否纳入從事實際性行為的范围」存有爭議。

## 起源與沿革

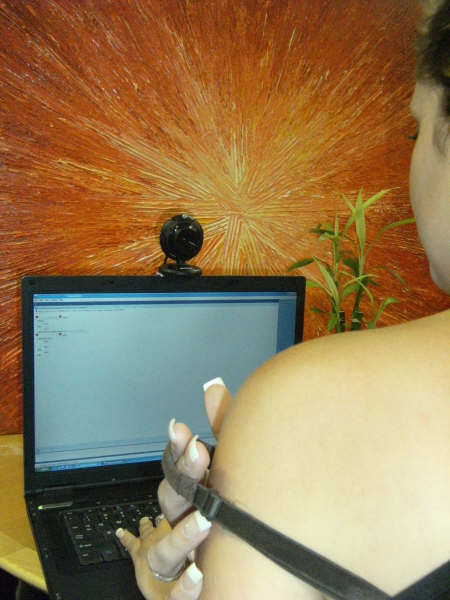
透過網路的虛擬性交，隨著視訊影音普遍而成長

網路性爱在定義上，通常是指利用網際網路、牽涉第二者以上，且不碰觸到彼此身體的集體自慰，此間三種條件缺一不可。1990年代，網路電子郵件盛行之後，利用網際網路為媒介的虛擬性交行為才得以出現，而最大的特徵是伴隨互動文字的自慰。之後，該形式性行為因BBS及之後的文字聊天室強調的互動文字對話式特點，更為盛行。不過真正成為完整性行為的模式，是聲音與影像的即時通訊出現。
迄今，網路性交種類隨著網際網路互動環境改進，而有多種形式。不論是電子郵件、BBS、聊天室、視訊軟體，除了少部分商業化及特例，通常為一對一的互相自慰形式。甚至还出现能够通过网络远程操控的性爱器具，允许双方相互远程操控对方的器具，来为对方进行自慰的性形式。

## 法律層面的爭議
1990年代末期，網際網路的興起與日漸成熟的即時通訊軟體（微軟MSN、雅虎即時通、騰訊QQ）出現後，不但使得網路調情普遍，也迅速引起多項爭議：性幻想的非直接接觸性器官的互動自慰並非性交合，網路性交易問題，更涉及西方世界極為重視牽涉未成年人士的性罪行。

### 美國
一般來說，美國於1996年通過，1998年修正的「通訊內容端正法」（Communication Decency Act）、（Communication Decency ActII）、1998年通過的「兒童上線保護法」（Child Online Protection Act）有效的規範網路調情。其中，不得與十七歲以下對象從事網路調情成為美國明定規範。依其法律精神，網路調情在美國僅用正面表列方式，在某程度上視為性活动之一，除此之外，該举动在法律上不认定作性交。

### 中國大陸
就中國大陆而言，2005年之前，網路性交與其他網路色情問題相同，並不受到任何箝制。2005年下半年，中國展開掃蕩網路色情，9月並公開審理將網路性交商業化的“九九san情色論壇”組成成員，該組織首腦雖在逃，但其他11名嫌犯均被判有期徒刑，其中，從事網路調情的女性從業員則被判刑四年。該掃蕩為師法美國以保護中國17.6%未成年網民為主。

### 臺灣
在台灣，法界對於網路性交的定義也有不同的看法。如其他國家或地區對於「與未成年網路性交是否犯罪？」、「經由網路性交索費是否為性交易？」甚至「只有涉及網路性交的行為是否構成外遇？」等問題，都成為台灣法律上灰色地帶。

## 各界評價
自2000年起，撇開涉及未成年的網路調情外，在各界團體間亦有著正反兩面的評價。此種兩極評價尤以多個婦女運动团体間最為對立。

### 負面評價
反對網路性交者，則認為此舉動會讓當事者人際關係與心理層面受影響，並相當程度助長性犯罪。部分學者則自行將網路性交歸類於變態的性舉動。

## 相關項目
- 虛擬性交
- 電話性交
- 色情產業

其他
- 性伙伴

- 成人网站

## 註腳
1. ↑  － (PDF). 臺北市: . 2005年修訂版: 頁373. ISBN 957-678-430-1.
2. ↑  .   [2012-03-15]. （原始内容存档于2012-06-04）.